# Norra Råda kyrka

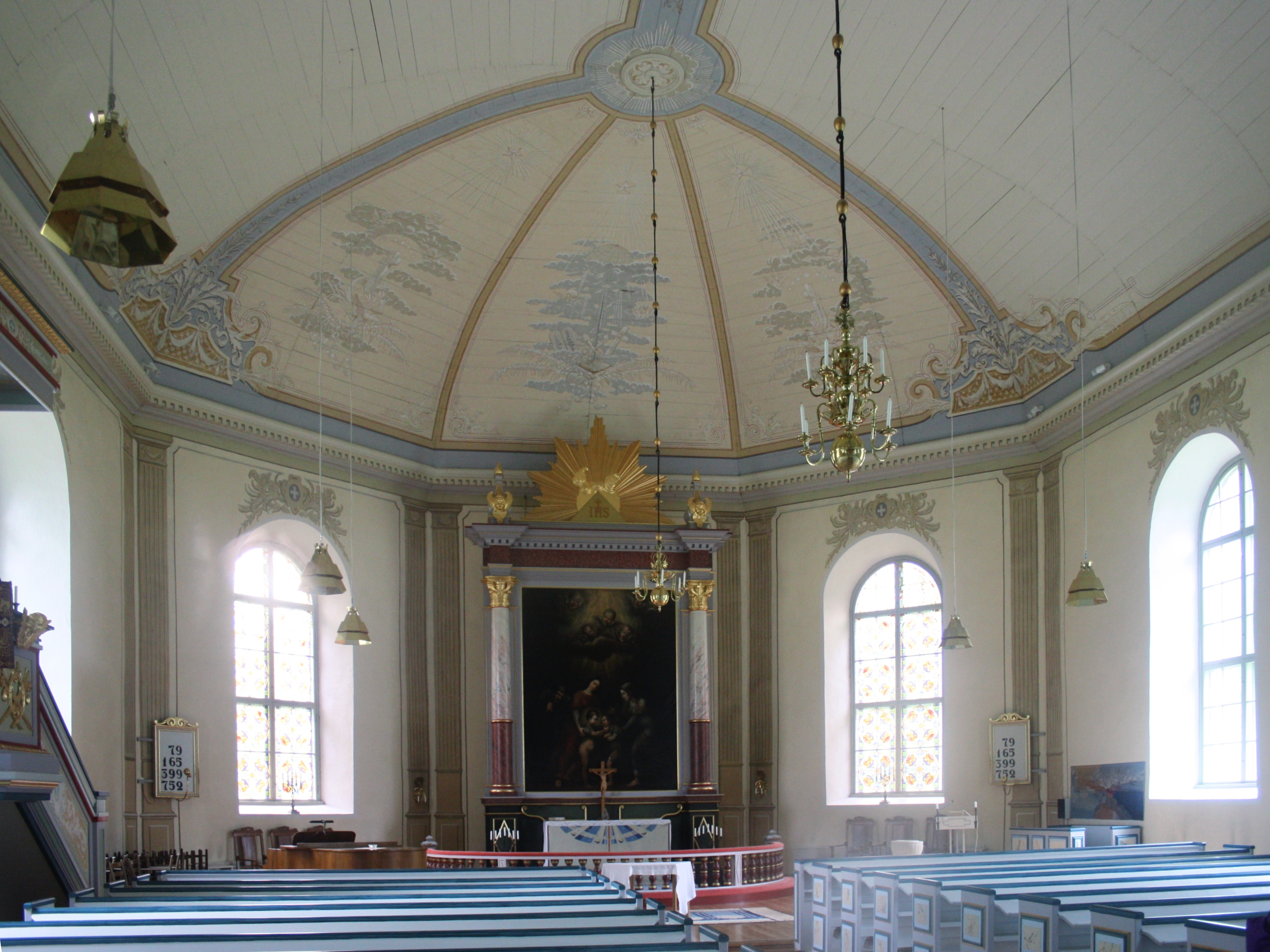
Kyrkorum

Norra Råda kyrka är en kyrkobyggnad som tillhör Norra Råda-Sunnemo församling i Karlstads stift. Kyrkan ligger i samhället Råda några kilometer väster om Hagfors.

## Kyrkobyggnaden
En kyrka har troligen funnits i Norra Råda sedan Värmland kristnades. Första kända träkyrkan uppfördes 1643, men ersattes 1752 av en ny och större korskyrka av trä. Denna brann ned i juni 1801 efter ett åsknedslag.
Nuvarande stenkyrka uppfördes under ledning av byggmästare Johan Westman. Bygget påbörjades 1805 och pågick ända till 1813. Inte förrän 22 februari 1835 invigdes kyrkan av biskop Johan Jacob Hedrén.
Kyrkan har en nord-sydlig orientering och består av ett rektangulärt långhus med tresidigt avslutat kor i söder och kyrktorn i norr. Söder om koret finns en utbyggd sakristia.
En större renovering genomfördes 1937 efter program av arkitekt Tor Engloo, Stockholm. Vapenhusets golv belades med tegel, korgolvet höjdes och trägolven laserades. Åren 1959 till 1962 renoverades interiören efter program av arkitekt Gunnar Hollström, Karlstad. Hela kyrkan fick golv av breda furuplankor och de två främsta bänkraderna avlägsnades. Under läktaren byggdes ett kapprum.

## Inventarier
- Ett dopaltare är från 1600-talet.
- Dopfunten av kalksten är huggen efter ritningar utförda 1941 av arkitekt Einar Lundberg, Stockholm.
- Altartavlan är en oljemålning på duk målad av Johan Roselius (1725-1803). 1814 köptes altartavlan in.
- Predikstolen i nyklassisk stil är samtida med nuvarande kyrka.

### Orgel
- Ursprungliga orgeln byggdes av Erik Adolf Setterquist år 1852 med 11 stämmor.
- 1896 byggde E. A. Setterquist & Son, Örebro, en pneumatisk orgel med 15 stämmor, två manualer, särskild pedal och 8 koppel. Även crescendo- och diminuendolåda (firmans patent). Tonomfång (manual och pedal) 56/30. Orgeln kom till på initiativ av brukspatron R. Geijer på Uddeholm.[1]
- 1946 utökades orgeln till 36 stämmor och tre manualer av Orgelbyggare A. Magnusson Orgelbyggeri AB i Göteborg. Tillhörande orgelfasad i nyklassicistisk stil är från 1895. Orgeln är pneumatisk och har fasta och fria kombinationer, registersvällare och automatisk pedalväxling.

| Huvudverk I       | Svällverk II      | Svällverk III   | Pedal         | Koppel      |
| Borduna 16’       | Gedackt 8’        | Gedackt 16'     | Subbas 16’    | I/P         |
| Principal 8’      | Fugara 8’         | Principal 8'    | Ekobas 16’    | II/P        |
| Flöte Harmonik 8’ | Blockflöjt 4’     | Rörflöjt 8'     | Oktavbas 8'   | III/P       |
| Borduna 8’        | Spetskvint 2 2⁄3’ | Salicional 8'   | Gedacktbas 8' | II/I        |
| Gamba 8’          | Nachthorn 2'      | Voix céleste 8' | Koralbas 4'   | III/I       |
| Oktava 4’         | Ters 1 3⁄5'       | Gemshorn 4'     | Basun 16'     | III/II      |
| Rörflöjt 4'       | Corno 8'          | Ekoflöjt 4'     |               | I 4'/I      |
| Kvinta 2 2⁄3'     |                   | Nazard 2 2⁄3'   |               | II 16'/I    |
| Oktava 2'         |                   | Blockflöjt 2'   |               | II 4'/I     |
| Mixtur 4-5 ch     |                   | Cymbel 3 ch     |               | III 16'/III |
| Trumpet 8'        |                   | Oboe 8'         |               |             |
|                   |                   | Tremulant       |               |             |

### Webbkällor
- Kyrkor i Karlstads stift Del I, Utgiven av Värmlands Museum och Karlstads stift, 2008, ISBN 91-85224-71-5
- anläggningspresentation
- byggnadspresentation